# Monte Principe
Il Monte Principe (in tedesco Hochfirst oppure Hoher First - 3.403 m s.l.m.) è una montagna del Crinale di Gurgle nelle Alpi Passirie che si trova sul confine tra l'Italia e l'Austria.

## Salita alla vetta
Si può salire sulla vetta partendo dalla località Plan (Pfelders) (1.620 m) di Moso in Passiria ed appoggiandosi al bivacco Pixner (2.708 m).